# 유희왕 GX
유희왕 GX(듀얼몬스터즈 GX, 통칭 ‘유희왕 제넥스’)는 일본 내에 카드 게임 붐을 일으키며 열광적인 지지를 얻어온 유희왕 시리즈로, 224화로 종영된 <듀얼몬스터즈>의 뒤를 이어 새로 제작되었다(GX는 Generation neXt의 약자). 이번 시리즈는 듀얼리스트 양성 학원을 무대로 한 이번 시리즈는 학원의 열등생 반이라 할 수 있는 오시리스 레드에 들어간 주인공 유우키 쥬다이와 학원 내 친구들의 우정 및 성장 과정을 그리고 있다. 또한 이번 시리즈는 역시나 식지 않는 인기를 자랑하며 무리 없이 방영 3년 6개월 만에 종영하였으며, 후속작으로 유희왕 5D's(일본 기준, 총 154화 방영)가 방영되었다.
일본에서 2004년 10월 6일부터 2008년 3월 26일까지 TV 도쿄를 통해 총 180화가 방영되었다. 한편 대한민국에서는 케이블 TV의 만화 전문 채널인 챔프 TV와 스카이라이프의 만화 전문 채널인 애니원을 통해 2006년 5월 1일부터 방영되기 시작했으며, 또한 지속적으로 방영되면서 인기를 끌었다. 참고로 이 작품의 작화 제작에는 대한민국 애니메이션 제작 회사인 동우 애니메이션이 참여하였다.

## 작품 구성
- 유희왕 GX는 "슈에이샤"의 만화 잡지인 《V 점프》에 연재되었으며 내용상의 그 구성은 다음과 같다.

### 기숙사 배정
오벨리스크 블루
듀얼 아카데미의 상급반이다. 기숙사 시설과 교사들의 대우가 매우 좋다. 이름의 모티브는 신의 카드중 하나인 [오벨리스크의 거신병]이다.
라 옐로우
듀얼 아카데미의 중급반이다. 기숙사 시설과 교사들의 대우는 중간 수준이며, 이름의 모티브는 신의 카드중 하나인 [라의 익신룡]이다.
오시리스 레드
듀얼 아카데미의 하급반이며, 쥬다이가 속해 있는 기숙사이다. 기숙사는 다 쓰러져 가는 2층집 2개이다. 툭하면 학생들이나 교사들에게 무시당하는 것에서 알 수 있듯이 기숙사 시설과 교사들의 대우가 나쁘다. 이름의 모티브는 신의 카드중 하나인 [오시리스의 천공룡]이다.

### 삼환마
신염 황제 우리아
번개 황제 하몬
환마 황제 라비엘

## 등장 인물

### 주요 인물
유우키 쥬다이 (쥬다이)
성우 : KENN
한국판 성우 : 김장
오시리스 레드 소속의 소년이다. 애니메이션이 쥬다이의 입학시험부터 시작되었으므로 애니 초반에는 1학년이었으나, 애니가 1년을 넘기는 시점에서 2학년으로 진급한다. 듀얼을 즐기고는 있지만, 싸움이 시작되면 물러서지 않는 끈질김도 갖고 있다. 주인공이며 첫화에서 유우기를 만나 [날개 크리보]를 받은 이후로 카드의 정령들하고의 소통이 단절되었던 것을 다시 되찾게 된다. 세븐 스타즈와의 듀얼에서 칠정문의 열쇠를 지켰고, 카게마루 회장과의 듀얼에서 다이토쿠지 선생이 준 특별한 카드, 현자의 돌 사바티엘로 삼환마를 쓰러뜨린다. 2학년 때에는 에드와의 듀얼에서 패해 에드의 덱에 깃든 사이오의 이상한 힘에 의해 자신의 눈에만 자신의 덱이 모두 새하얗게 보이게 된다. 그러다가 우주로 가게 되어 어렸을 적 카이바 코퍼레이션에 응모한 자신의 그림이 덱이 되어 새로운 덱을 얻게 된다. 그리고 그 덱으로 사이오와의 듀얼에서 이겨 사이오를 원래대로 돌려놓는다. 학내 듀얼 시 주로 사용하는 메인 덱은 네오스 + 네오 스페이시언 + 엘리멘탈 히어로 덱이다. [유벨]과의 융합 이후인 3학년 후반에는 머리숱과 헤어스타일이 풍성해지고, 천방지축 소년에서 탈피해 성숙한 청년의 이미지로 변모한다. (유행어 : 아자~!!)
만죠메 쥰 (만죠메 썬더)
성우 : 마츠노 타이키
한국판 성우 : 유동균
원래 소속은 오벨리스크 블루였으나 신입생이었던 쥬다이와 라 옐로의 미사와에게 패배하고 나서 학교를 떠났다. 이후 4개의 듀얼 아카데미중 하나인 노스 스쿨(North School)에 들어가 실력을 쌓아서 돌아왔으나 출석 일수를 채우지 못하여 오시리스 레드에 속하게 되었다. 원래대로라면 쥬다이와 마찬가지로 레드의 교복을 입어야 하지만 검은색이 좋다는 이유로 노스 스쿨의 교복을 그대로 입고 있다. [방해꾼] 카드를 받아 카드의 정령들과 소통이 가능하게 되었다. 어느 날 행방불명된 쥬다이를 찾는 중 사이오와의 듀얼에서 져 사이오의 부하가 되고 빛의 결사를 결성하게 하는 계기를 마련한다. (제넥스 대회 다가오면서 오벨리스크 블루 남자와 여자 기숙사 모두 막 들어가 오벨리스크 블루의 남학생과 여학생 모두 빛의 결사 만들고 라 옐로우 남학생과 여학생까지 모두 빛의 결사 만듬[전부 만죠메 화이트 썬더와의 듀얼에서 지고 나중은 미사와{한태인}까지 빛의 결사 만듬]) 그러나 쥬다이와의 듀얼에서 원래대로 돌아온다. 이후 제넥스 대회에서 우승하여블루 기숙사로 돌아간다. 사용하는 덱은 VWXYZ유니온 덱 + 암드 드래곤 덱 + 방해꾼 3형제이다.
텐죠인 아스카 (안젤라 디아러브)
성우 : 코바야시 사나에
한국판 성우 : 윤미나
하루토 레이의소꿉친구이자 유희왕 GX의 히로인이자 오벨리스크 블루 소속의 소녀로, 교내에서 최강의 인기를 자랑하는 미소녀이다. 사이버 엔젤 덱을 사용하며 실력도 상당하다. 입학 시험 때부터 쥬다이를 눈여겨보고 있어서 크로노스 교수의 음모에 잘못 걸려든 쇼를 구실로 쥬다이와 듀얼을 하기도 한다. 사라진 오빠인 텐죠인 후부키를 필사적으로 찾고 있는 면도 있다. 사이오 타쿠마에 의해 빛의 결사에 입단하였다. 그리고 그의 세뇌에 걸려 쥬다이와 듀얼을 했으나, 쥬다이가 승리하는 동시에 세뇌가 풀린다. 3학년 때에 페어듀얼에서 쥬다이와 짝을 이뤄 듀얼을 한다. 쥬다이를 짝사랑하고 있는 듯하다. 그럼에도 마지막까지 그 마음을 표현하진 못한다.
마루후지 쇼 (강민)
성우 : 스즈키 마사미
한국판 성우 : 안현서
입학 시험 때 쥬다이를 보고 동경하게 된 소년으로, 학년은 같지만 쥬다이를 형님이라고 부르며 따르고 있다. 마찬가지로 오시리스 레드 소속이지만, 2학년 때는 라 옐로로, 3학년 때는 오벨리스크 블루로 승격된다. 사이버 드래곤 덱을 사용하는 헬 카이져 료의 동생이며, 주로 쓰는 덱은 비크로이드 덱이다. 처음엔 크로노스 선생의 음모(?)로 승격되지만, 점점 자신의 실력을 입증하고 염연한 우등생이 되어 당당히 졸업한다.
텐죠인 후부키 (콘라드 디아러브)
성우 : 유사 코지
한국판 성우 : 임채헌
아스카의 오빠로, 카이저 료와는 친구 사이이다. 다이도쿠지 선생의 수업 이후 실종되었으며 나중에 세븐 스타즈의 일원으로 등장한다. 쥬다이에게 져서 원래대로 돌아왔을 때는 기억을 잃은 상태였으나 아스카가 노력하여 되찾는다. 미사와의 말에 따르면 과거에 카이져 료의 라이벌이었던 것 같으나 현재 연애듀얼 상담사(?)로 활약 중이다. 주로 사용하는 덱은 흑룡 덱이며, 레어카드는 [붉은 눈의 암룡(레드 아이즈 다크니스 드래곤, Red Eyes Darkness Dragon)]이다. 4기에서는 다크니스의 힘을 얻은 상태로 쥬다이와 듀얼하여 자신의 기억을 완전히 되찾는다. 그리고 다크니스가 듀얼 아카데미아를 침공할 때 후지와라 유스케와 듀얼을 해서 원래대로 돌려 놓으려 했으나 실패한다. 후에는 쥬다이가 유스케를 이기고 다크니스까지 물리친 다음에 원래 세계로 돌아온다.
1. ↑  그리고 오벨리스크 블루에만 유일하게(...) 여학생이 있다.
2. ↑  담당교사는 크로노스 데 메디치와 양호실 선생 아유카와 에미
3. ↑  방도 굉장히 좁다. 게다가 오벨리스크 블루 학생이 오시리스 레드의 밥을 보고 개밥(...)같다고 한다. (오시리스 레드 학생들 입장으로는 그나마 맛있는 게 한달에 한 번 나오는 새우튀김)
4. ↑  이 덱의 구성은 네오스 덱과 히어로 덱의 조합이지만 엄밀히 말하자면 네오스 덱도 아니고 히어로 덱도 아닌 엄연한 '잡덱'이다. 하지만 쥬다이는 사기적 드로우 실력을 보이면서 적절하게 덱을 선택한다. 게다가 한번도 나온 적이 없는 몬스터를 자기 필요에 따라 드로우하는 경우도 있다.
5. ↑  패왕이었을 때에는 이블 히어로 덱을 사용함.
6. ↑  성격은 천진난만한 성격에서 마이페이스(개인행동주의)+쿨데레가 된다.
7. ↑  쥬다이와의 듀얼에서는 졌으나 쥬다이가 노카운트로 취급함.
8. ↑  방해꾼 3형제 카드와 만죠메의 관계로 인해 처음 프로 리그 진출 시 '오쟈만죠메'라는 캐릭터 명으로 데뷔한다. 하지만 원재 만죠메의 캐릭터는 '만죠메 썬더'로 '오쟈만죠메'보다 본래의 '10000죠메 썬더'라는 애칭을 절대적으로 자주 사용하는 편이며 덤으로 만죠메 역시 정령을 보거나 들을 수 있다.
9. ↑  캐릭터 유행어로는 「1!!! 10!!! 100!!! 1000!!! 10000죠메 썬더!」 등이 있다.
10. ↑  정확히 말하면 사이오에 의해 빛의 결사에 들어가 화이트 썬더가 된 만죠메와의 듀얼에서 패해서 입단한 것임.

### 아카데미 교수진
사메지마 교장(사민준)
성우 : 이와사키 마사미
한국판 성우 : 고성일
듀얼 아카데미의 교장이며, 마루후지 료의 스승이다. 나중에 헬 카이저가 된 료에게 교훈을 주려고 헬 카이저와 겨루지만, 료에게 부상당하여 크로노스 교감이 교장 대행으로 학교를 운영했으며, 완쾌한 후 완전히 교장으로 복귀한다. 사용하는 덱은 사이버 덱이다.
크로노스 데 메디치
성우 : 시미즈 히로시
한국판 성우 : 유호한
듀얼 아카데미의 교사 중 한 사람으로, 오벨리스크 블루 소속이다. 사메지마 교장이 듀얼 아카데미를 중심으로 한 제넥스 개최를 추진하는 등 교장 일을 할 수 없게 되자 임시로 교장 일을 맡게 된다. 사용하는 덱은 앤틱 기어 덱으로, 에이스 카드는 [앤틱 기어 골렘]이지만 1화의 입학 시험에서 쥬다이에게 패배한 이후 쥬다이를 싫어하며 오시리스 레드를 해체하려는 인물이다. 가끔씩 쥬다이 편을 들며 오시리스 레드를 지키려고 하는 등의 행동으로 나폴레옹 교감과 싸우기도 하는 인물이며 쥬다이가 존경하는 인물 중 한 명이다.
듀얼 아카데미의 중역(重役)으로 등장 횟수가 많고 사용하는 덱이 앤틱 기어 덱이라 유희왕 5d's에서는 크로노스의 앤틱 기어 골렘이 듀얼 아카데미의 상징이 되며 유희왕 ARC-V에서는 융합 차원의 아카데미아의 에이스 전용 덱으로도 등장한 바 있다.
나폴레옹 교감
성우 : 다츠타 나오키
한국판 성우 : 최석필
후기에 듀얼 아카데미에 교감으로 들어온 인물이다. 오시리스 레드의 학생들을 모두 하등하다고 생각하여 하루 빨리 갈아 엎어버리기를 바라지만 쥬다이 때문에 뜻대로 되지 않는 듯하다. 크로노스 교장 대행과 달리 통통한 체형이며 키가 작다. 메인 덱은 토이 솔져 덱이다. 후에는 쥬다이의 도움으로 아들인 마르탄이 되돌아오자 같이 귀가한다.
다이토쿠지 선생(아라미스)
성우 : 야마구치 캇페이
한국판 성우 : 안용욱
오시리스 레드 소속 교사로, 연금술 담당 교수이다. 파라오라고 하는 이름의 고양이와 함께 생활하고 있으며 카게마루 회장의 지원을 받아 삼환마 부활 작업에 동조한 적이 있었으나 쥬다이와의 듀얼에서 패해 육체가 소멸되고 영혼만 남았다. 나중에 쥬다이와 함께 생활하기로 결심하고 머무는 인물이다.
아유카와 에미(에이미)
듀얼 아카데미 양호 선생이다. 쥬다이 일행들을 비롯한 여러 학생들을 간호한다. 이차원에서는 듀얼 좀비로 변하여 쥬다이와 듀얼을 한다. 이후 듀얼 좀비에서 회복하여 다시 듀얼 아카데미의 양호 선생으로서 여러 학생들을 간호하게 된다.
카바야마
라 옐로우 소속 교사이다. 교사들 중에서 존재감이 떨어진다. 카레를 매우 좋아해서 '카레가면'이라는 별명도 있다. 오시리스 레드가 폐쇄 위기에 처했을 때 켄잔과 쇼, 미사와가 그것을 막으려고 레드 기숙사에서 지내게 되자 돌아오게 하려고 카레로 켄잔을 유혹해 듀얼을 하나 진다.
프로페서 코브라
성우 : 다카즈카 마사야
한국판 성우 : 손정성
듀얼 아카데미 웨스트 분교의 교수로, 듀얼 아카데미에 들어오자마자 스파르타식 듀얼을 강조하며 아카데미를 '데스 듀얼'의 무대로 만들어 버리는 인물이다. 하지만 오히려 데스 듀얼로 부활한 [유벨]에 의해 남은 생명을 다하게 된다. 메인 덱은 베놈 덱이다.
사토 코우지(밀로)
성우 : 미야모토 미츠루
한국판 성우 : ?
듀얼 아카데미의 교사로 전직 프로 듀얼리스트이다. 원래는 프로가 될 정도의 재능을 지녔으나, 타이틀 전에서는 체력 부족으로 은퇴하게 된다. 이후 듀얼 아카데미의 교사로 들어오나 쥬다이가 수업 분위기를 망쳐 놓은 것에 대하여 쥬다이한테 원한을 품게 되고 코브라 편에 선다. 쥬다이와의 듀얼에서 쥬다이를 길동무로 삼으려 하나, 되려 본인이 패하고 쥬다이한테 자신이 뭘 위해서 듀얼을 하는지 알게 될 거라는 말을 남기고 다리 밑으로 추락사한다.
1. ↑  쥬다이와의 듀얼에서 패배한 후 파라오에게 영혼이 먹혀 성불하지 못한 채 쥬다이의 곁에서 여러 가지 조언을 통해 쥬다이의 듀얼이나 생활에 도움을 준다.
2. ↑  이후 [유벨]은 '카노 마르탄'의 몸에 빙의해 쥬다이를 괴롭히며 '패왕 쥬다이'의 부활을 가속화 및 현실화시킨 후 12차원의 세상을 일체화(초융합)시키려고 했으나 쥬다이와 화해한 후 자신과 쥬다이의 영혼을 일체화시켜 같이 지내게 된다.

### 주변 인물
1기 - '세븐 스타즈'와의 대결 편
마에다 하야토(하대웅)
오시리스 레드 소속 학생으로, 쥬다이를 만나기 전에는 듀얼을 포기한 상태였지만 쥬다이와 생활하면서 용기를 얻게 된다. 그림실력이 뛰어나 인더스트리얼 일루젼 사의 입사 제의를 받고서 듀얼 아카데미아를 떠나 카드 디자이너가 된다. 2기에서도 잠깐 등장하여 쥬다이가 신의 카드 [라의 익신룡]과 대결할 때 자신이 디자인한 신작 카드로 쥬다이에게 도움을 준다.
카구라자카(드미트리)
성우 - 히노 사토시 / 안용욱
라 옐로우 소속 학생으로, 타인을 모방하는 듀얼리스트이며 패배를 맛본 후 듀얼킹 유우기의 덱을 활용해 승리를 쟁취하고자 덱을 훔쳤다. 그 후 쥬다이와의 듀얼에서 다시 지자 쥬다이를 롤 모델로 바꾸었다.
사오토메 레이(레이)
성우 - 센다이 에리 / 윤미나
듀얼 아카데미아에 처음 왔을 당시에는 아직 초등학생이었다. 쥬다이를 보고 첫눈에 반한다. 처음에 남자처럼 차려입고 등장해서 쥬다이가 남자로 착각한다. 쥬다이와 듀얼을 한 후 다시 고향으로 돌아간다. 이후 제넥스 대회에서 재등장하여 준우승한 보상으로 중등부에서 고등부로 진급하며 레드 기숙사에 들어온다.
미사와 다이치(한태인)
라 옐로우 소속 학생으로, 복잡한 계산과 상대의 덱을 연구하여 덱을 짜는 책사형 인물이다. 견실한 노력으로 주변으로부터 "최후의 무사"라고 불릴 정도이다. 그의 방에는 수많은 수식들로 가득한 편이다. 2기에서는 자신의 실력을 인정해 주는 사람이 없어 열등감에 시달리다 빛의 결사에 들어가나, 쥬다이와 츠바인슈타인 박사의 듀얼에서 자신의 갈 길을 찾게 된다. 빛의 결사에서 벗어난 동시에 라 옐로우 컴백 이후 실험 도중 이차원으로 갔다가 복귀하지만 다시 그 곳에 남기로 결심하며 다시는 모습을 나타내지 않는다.(149화)
카뮬라
세븐 스타즈의 일원이며 흡혈귀이다. 쥬다이 일행과 듀얼을 하여 영혼들을 인형으로 만들어 그 힘으로 자기 동족들을 부활시켜 인간들에게 복수하려 했다. 마루후지 료와의 듀얼에서는 [환마의 문]이라는 금단 카드의 힘으로 료의 동생인 쇼의 목숨을 미끼로 할 정도로 비겁한 인물이다. 그러나 쥬다이와의 듀얼에서 자신의 어둠의 힘은 봉인되고 패한다.
타니아(탄야)〔Tanya〕
처음에는 '세븐 스타즈'의 일원이었다가 나중에는 쥬다이 일행의 아군이 되는 인물이다. 본래 호랑이의 모습을 하였지만 어찌된 일인지 여전사의 모습을 하고 듀얼에 임하는 등 불가사의한 점이 많은 인물이다.
검은 전갈 도굴단
탐정인 척 접근해 열쇠를 훔쳤으나 들키게 되자 듀얼을 통해 본색을 드러내는 인물이다. 본래는 [검은 전갈 도굴단]이라는 카드에 등장하는 몬스터 무리였으나, 세븐 스타즈의 일원이 된 후 명탐정 썬더에 의해 패배, 카드에 봉인되는 결말을 맞이하게 된다. 그리고 그 카드는 만죠메가 가지고 간다.
타이탄
쥬다이한테 도전한 사기꾼 마술사였다. 쥬다이와의 듀얼 중 진짜로 어둠의 듀얼을 하게 되었고 쥬다이한테 패해 어둠의 세계로 끌려갔으나, 카게마루 회장에게 어둠의 아이템을 받아 세븐 스타즈의 일원이 되었다. 이후 텐죠인 아스카와 듀얼을 하나 패해 다시 어둠의 세계로 끌려간다. 메인 덱은 데몬 덱이다.
마쿠라다 쥰코(젬마)
오벨리스크 블루(여) 기숙사 소속으로, 아스카의 룸메이트다. 아스카의 오빠인 후부키의 광팬이다. 2기 이후에는 단역으로 등장한다.
하마구치 모모에(조엘)
오벨리스크 블루(여)기숙사 소속으로, 아스카의 룸메이트다. 항상 쥰코와 같이 붙어 다닌다. 쥰코 못지 않게 후부키의 광팬이다. 2기 이후에는 단역으로 등장한다.
2기 - '빛의 결사'와의 대결 편
마루후지 료(카이저)(강혁)
성우 - 마에다 타케시 / 이상범
마루후지 쇼의 형이자 전직 프로 듀얼리스트이다. 오벨리스크 블루의 수석 학생으로, 졸업 듀얼 상대로 쥬다이를 고른 후 프로 듀얼 시합의 첫 상대로 에드 피닉스를 만나 무패 신화가 깨지자 방황한다. 이후 헬 카이져 료로 다시 태어나 듀얼을 즐기고 있다. 듀얼 아카데미아가 [유벨]의 계략에 의해 이차원으로 유폐된 후, 건강악화(심장병)에도 불구하고 에드와 합심해 쥬다이 일행을 돕고 요한과 겨루어 자신을 희생한다. 건강이 다소 회복되면서 강인한 겉모습과는 다르게 쇼를 생각해주는 모습도 보여주며 동생인 쇼의 모습을 부러워하는 모습을 보인다. 메인 덱은 사이버 덱이었으나, 164화에서 쇼가 사이버 + 사이버 다크 + 비크로이드 덱을 사용해서 사이코 류파의 일원을 물리치자 덱을 쇼에게 물려준다.(자신은 새 덱을 짜겠다고 한다.)
에드 피닉스(에드)
성우 - 이시다 아키라 / 안용욱
프로 듀얼리스트로, 마루후지 료를 이기고 비슷한 덱을 쓰는 쥬다이에게 도전하여 승리를 쟁취한 인물이다. 아버지의 죽음에 의문을 품고 자신의 D히어로 덱을 사용하여 범인을 잡고자 하며, 자신의 친구가 예언한 대로 학교에 입학하여 이야기를 진행시키는 인물이다. 쥬다이와의 첫 듀얼에서는 히어로 덱을 쓰지 않고 본인 스스로 만든 덱으로 쥬다이의 실력을 확인하였고, 두 번째 대결에서는 D히어로를 쥬다이에게 처음 보여주며 쥬다이를 이긴다(이 당시 에드의 덱에는 사이오의 힘이 깃들어 있었고, 쥬다이가 패함과 동시에 그 힘이 발동하여 쥬다이의 눈에는 덱이 모두 하얗게 보였다.). 이후 쥬다이가 새로운 덱으로 다시 도전했을 때 사이오가 말한 운명을 뛰어넘는 힘이 네오스임을 깨닫는다. 이후 미즈치가 말한 히어로 카드를 찾다가 자신의 법적 대리인이자 챔피언인 DD를 만나게 된다. DD가 자신의 아버지를 죽인 범인인 것을 알고 듀얼을 하여 DD를 이긴 다음 궁극의 D인 블루.D를 가져간다. 사이오에 깃든 파멸의 빛이 사라진 후, 다시 프로 투어를 하다가, 이차원 사건에 휘말려 아몬과 듀얼을 하다가 다른 곳으로 유폐되기도 한다. 이후 원래 세계로 돌아왔을 때에는 비밀 카드를 도둑맞아 은퇴 위기에 처했지만 쥬다이가 해결해준 덕분에 은퇴를 면했다.
티라노 켄잔(켄잔)
성우 - 시모자키 히로시 / 홍진욱
마루후지 쇼와 수제자 자리를 두고 다투는 인물로, 공룡 화석을 캐다가 골절을 입은 후 공룡뼈를 이식해 공룡과 일체화된 상태가 되었다. 말 끝마다 "사우루스", "~하돈!"을 붙이는 버릇이 있으며, 듀얼 때도 공룡 덱과 그에 걸맞은 전술로 공룡과의 일체감을 보여준다.
사이오 타쿠마
성우 - 코야스 타케히토 / 손정성
빛의 결사의 리더이자, 에드의 메니져 겸 친구이다. 과거에는 미래를 보는 능력이 있었다. 이 때문에 어릴 때부터 주변 사람들로부터 소외되었다. 그러던 어느 날 자신이 파멸할 미래를 보았고 자신을 구할 사람으로 에드를 만나게 된다. 어느 날 자신이 운영하는 점집에 DD가 들고 온 궁극의 D의 카드의 힘을 확인하려다 빛의 파동에 홀려 악독해졌고 세상을 파멸시키려 했다. 듀얼 아카데미아에 와서 만죠메와 듀얼을 해서 이기고 빛의 결사를 결성하기 시작한다. 그러나 쥬다이와의 듀얼에서 패해 자신의 안에 있던 빛의 파동이 없어지고 동시에 미래를 보는 능력도 없어진다. 이후에는 쥬다이에게 다크니스 사건의 진상을 밝히도록 부탁한다. 사용 덱은 아르카나 포스 덱이다.
사이오 미즈치
성우 - 사쿠라이 토모 / 안현서
사이오 타쿠마의 여동생으로, 오빠의 악한 행실을 바로 잡고자 사제(四帝) 집단을 만들고 에드와 쥬다이에게 시련을 준 인물이다. 또한 에드와 쥬다이의 태그 플레이의 의해 패배한 후 오빠인 타쿠마의 악행을 바로잡아달라고 일행에게 부탁하기도 했다.
THE D (DD)
"에드 피닉스"의 법적 대리인이면서 프로 듀얼리스트이다. 하지만 본 모습은 에드의 아버지에게 위해를 가한 인물로, 사이오 타쿠마 못지 않게 '빛의 파동'에 의해 성격이 뒤틀리고 악독해진 인물이다. 에드와의 대결에서 패배하여 궁극의 D 카드를 에드에게 넘기고 자신은 불에 타 죽는다.
3기 - 쥬다이의 숨겨진 과거 편
요한 안데르센
성우 - 이리에 카나코 / 정선혜
노스 스쿨의 톱클래스 학생으로, 쥬다이와 마찬가지로 정령을 볼 수 있다. 보옥수 덱을 주로 사용하며 [궁극보옥신 레인보우 드래곤]을 활용해 듀얼 아카데미아를 원상 복귀시키는 인물로, 쥬다이와 친하면서도 은근히 이기고 싶어하는 경쟁심이 있다. 이후 이차원에서 [유벨]에게 빙의되었다가 쥬다이에게 구출되고, 175화에서 176화까지는 쥬다이와 태그를 결성, 자신을 희생해 후지와라를 물리치는데 도움을 준다.
오스틴 오브라이언
성우 - 카와모토 나루 / 고성일
프로페서 코브라와 같은 학교에 소속된 학생으로, 처음에는 코브라의 명령대로 행하다가 나중에 그 명령이 잘못된 것임을 깨닫고 쥬다이 일행을 도와 자신의 잘못을 바로잡는 인물이다. 총 모양의 특이한 듀얼 디스크를 소지하고 있다. 사용 덱은 볼캐닉 번 덱이다. 이차원에서 자신을 희생해 패왕이 되어 있던 쥬다이를 원래대로 돌려놓는다. 원래 세계로 돌아온 후, 쥬다이와 함께 다크니스 사건의 진상을 밝힌다.
아몬 가람
성우 - 미네 노부야 / 신용우
가람 재벌의 도련님으로, 어릴 적 아픈 기억으로 인해 어두운 분위기를 견지한다. 자신의 수행원인 에코와 이루어질 수 없는 사랑을 하지만 자신의 야망을 이루기 위해 에코를 희생하는 결심을 한 후 한동안 외롭게 지내다 다시 에코와 만나게 된다. 이후 에코를 희생해 [봉인된 엑조디아]를 만들지만, [유벨]에게 빙의된 요한에게 패해 죽게 된다. 사용 덱은 운마물+엑조디아 덱이다.
짐 크로커다일 쿡
성우 - 이와하시 나오야 / 안용욱
'카렌'이라는 이름의 악어를 등에 메고 다니는 학생으로, 과감하게 자신의 목숨을 담보로 하여 '패왕 쥬다이'를 '유우키 쥬다이'로 변화시키는 계기를 만들어 준 인물이다. 다만 그 후유증으로 쥬다이의 졸업식 당일에는 참석을 미루게 된다. 사용 덱은 화석 덱이다.
카노 마르탄
성우 - 요시다 아사코 / 채의진
'사오토메 레이'가 가장 아끼는 인물이며 나폴레옹 교감의 아들로, 아버지와 어머니의 말다툼을 목격하고 나서 마음의 어둠이 스며들어 [유벨]에 의해 조종당하게 된다. 하지만 [유벨]의 완패 후 나폴레옹 교감과 함께 귀가하게 된다.
에코
성우 - 나카오 유키 / 채의진
가람 재벌의 보디가드이며 아몬 가람의 수행원이다. 아몬을 사랑하는 동시에 걱정하는 면도 있다. 아몬이 세상을 지배하는 왕이 되길 바란다. 그러나 이차원에서 아몬이 [엑조디아]를 자신의 수하로 만들기 위해 에코를 죽인다.
4기 - '다크니스'와의 대결 편
후지와라 유스케
후부키가 다크니스로 각성하게 계기를 만들어준 인물이며, 그 분신인 어니스트를 소중히 여기면서도 격리시키기도 한다. 그런 이유로 어니스트가 분한 유스케는 후부키를 원망한다. 그러나 쥬다이와의 듀얼에서 원래대로 돌아온다.
이노츠메 마코토
사이코 유파의 계승자이면서 사이버 유파의 사범인 사메지마 교장과 겨루어 이기고, 헬 카이져 료와 승부를 겨룬 인물이다. 하지만 료가 심장병이 도져 듀얼이 중단되고 나중에 특훈을 통해 강해진 마루후지 쇼에게 패한다.
천리안 그룹
에드 피닉스의 후원 스폰서이다. 하지만 한때 마이크가 에드의 비밀 카드를 훔치는 바람에 은퇴 소문이 기정사실화되었고 이후 쥬다이에 의해 비밀 카드 도용 건이 해결되고 에드를 다시 후원하게 된다. 코스테로 회장의 비서인 에멜다가 여기에 소속되어 있다.
마이크
천리안 그룹 소속의 듀얼 방송 기자이다. 에드의 마지막 D의 카드를 훔치고 만죠메가 쥬다이와 듀얼할 때 일부러 지게 한 다음, 에드가 봉사하고 있는 보육시설을 철거하겠다고 에드를 압박하여 만죠메랑 듀얼하게 만든다. 그러나 카드를 훔쳤다는 사실이 코스테로 회장에게 발각되어 이후에는 해고된다.
소라노 다이고
호루스 덱으로 유우키 쥬다이를 이기려고 했으나 쥬다이의 기지로 패배를 맛보게 되자 마음에 어둠이 스며들어 미스터T의 공격을 받은 후 미스터T가 자신의 목적을 위해 도용하는 인물이다.
오스틴의 아버지
오스틴 오브라이언의 부친으로, 가부장적 성격의 소유자이다. 하지만 이 모든 것은 아들인 오스틴 오브라이언을 강하게 하기 위함이었다. 다만 미스터T는 이 사실을 부분적으로 이용했다.
1. ↑  물론 현실에서 이러면 큰일난다. 유희왕이니까 가능한 것

### 주요 반동 세력
세븐 스타즈1기 반동 세력
세븐 스타즈는 유희왕 GX 1기에서 적으로 등장하는 세력으로, 이 조직의 수장이자 흑막은 카게마루 이사장이며 조직의 회원은 총 7명이다. 뭔가 대단한 세력처럼 자주 언급되긴 했지만, 현실은 유희왕 시리즈 악역 집단 최고의 허세 세력이라는 평이 나오는데 다른 악역 집단과 달리 목표가 다소 엉뚱하기 때문이다. DM의 구울즈나 도마, 5D's의 다크 시그너나 일리야스텔, 그리고 ZExAL의 트론 일당 등과 비교하면 포스가 딸려도 압도적으로 딸린다는 이야기가 나오는 이유는 거기에 있다고 한다. 세븐 스타즈의 뒤에 있었던 수장인 카게마루 이사장조차 다른 시리즈의 악역과 다르게 세계 재패 같은 거창한 목표가 있는 것도 아니고, 그 목표가 단순히 젊어지기다. 세계 재패가 아닌 불로장생을 추구하는지라 그야말로 역대 유희왕의 악역 집단 중 최악이라는 평이 많다.
빛의 결사2기 반동 세력
빛의 결사는 사이오가 만든 결사대로, 항상 하얀색 제복을 입고 다닌다. 사이오가 두목으로 있으며 빛의 결사대 소속 듀얼리스트들과의 듀얼에서 패배하면 빛의 결사대가 된다. 만약 빛의 결사대 소속 듀얼리스트의 듀얼에서 승리하면 그 듀얼리스트는 원래대로 되돌아온다. (하지만 단 한 번 예외적으로 티라노 켄잔은 사이오와의 듀얼에서 패했지만 빛의 결사가 되지 않았다.) 만죠메와 아스카, 다이치 등 주인공 쥬다이와 가까이 지내던 듀얼리스트들도 하나 둘씩 패배해 빛의 결사대가 된다. 이후 만죠메와 아스카는 쥬다이와의 듀얼에서, 다이치는 쥬다이와 츠바인슈타인 박사와의 듀얼에서 감명을 받고 각각 빛의 결사에서 빠져 나온다. 이후 쥬다이와의 듀얼에서 사이오가 지는 것을 끝으로 빛의 결사 사건은 막을 내리게 된다. (2기에서 만죠메는 아스카, 다이치를 빛의 결사로 끌어들인 인물임에도 가장 먼저 튀어나온다.)
[유벨(정령)]3기 반동 세력
정령인 [유벨]은 본래 쥬다이가 가지고 있던 카드의 정령으로, 자기 자신이 아닌 상대 플레이어에게 위해를 가하기 때문에 쥬다이의 요청에 의해서 [엘리멘틀 히어로 네오스]와 함께 우주로 유폐된다. (하지만 [네오스]가 쥬다이의 조력자가 된 반면에 [유벨]은 대립자가 되면서 쥬다이와 반목하게 되었다.) 우주에서 빛의 파동을 받은 후 프로페서 코브라를 조종해 부활하고 아카데미아를 다른 차원의 세상으로 보낸 다음 마르탄과 동화되어 쥬다이를 위협한다. 이후 요한에 의해 계획이 좌절되었음에도 오히려 요한과 동화하여 패왕 쥬다이를 깨운 다음 12차원의 초융합을 시도한다. 이후 쥬다이가 [유벨]과 자신의 전생을 깨닫게 되자 [유벨]은 쥬다이와 동화된다. (3기에서 [유벨]은 에코와 아몬에게 시련을 주었으며 자신의 아픔을 쥬다이를 통해 치유하였다.)
트루맨(미스터T)4기 반동 세력
어둠의 에이전트로, 주로 [다크 아키타입]이라는 몬스터의 효과를 활용하여 고레벨 몬스터를 빨리 특수 소환하는 속공전략을 사용한다. 여러 명이 존재 & 복제가 가능하며, 4기에서 쥬다이와 3회 이상의 듀얼을 했다.(선글라스와 능력 등으로 볼 때 매트릭스의 스미스 요원의 오마쥬) 쥬다이와의 듀얼에서 보인 허접한 인상과는 달리, 도미노 시티에서는 오스틴 오브라이언을 상대로 심리전을 펼쳐 , 쥬다이가 없는 사이에 듀얼 아카데미아의 학생들을 습격해 듀얼 아카데미아를 접수하는 등의 혁혁한 성과를 올렸다. 차원의 틈새 사이로 나타나거나, 검은 카드가 합쳐져서 몸을 이루는 2가지 종류의 등장 장면이 있다. 땅도 가르고 마그마도 발사할 수 있는 엄청나게 강력한 힘을 가졌다. 최종 보스인 다크니스의 에이전트이며 다크니스보다 많이 등장하며 악역의 진수를 보여준 인물이다.
1기의 다크니스는 그저 이 캐릭터의 조각에 지나지 않았던 것이며, 미스터 T와 후지와라 유스케를 조종한 진정한 흑막이다. 산양의 두개골을 단 악마와 같은 모습을 하고 있다. 그의 목적은 사람들의 마음의 어둡고 부정적인 면을 이용해서 전 세계를 허무의 세계로 빠트리는 것이다. 최종보스로서 손색이 없는 힘을 가지고 있으며, 실제로 쥬다이가 [네오스 와이즈맨]과 [갓 네오스]를 사용해서야 겨우 이긴 강자이다. 미스터 T와 후지와라 유스케의 임팩트에 밀려서 강한 인상을 거의 남기지 못하고 잊혀진 비운의 최종보스이다. 갑툭튀한 느낌이 강하지만 사실 [유벨]이 쥬다이와의 듀얼 도중 '네 세계를 구할 어둠이 묻혀있다'라고 복선을 던지긴 했다.

## 테마 정보
- 노래 제목은 일어 제목의 직역이며 한국 발매 제목이 아님을 밝혀둡니다.

### 여는 노래
1. 「쾌청・상승・할렐루야」（1화 - 33화）
2. 「99%」（34화 - 104화）
3. 「tear drop」（105화 - 156화）
4. 「Precious Time, Glory Days」（157화 - 180화）

### 닫는 노래
1. 「한계 배틀」（1화 - 33화）
2. 「Wake Up Your Heart」（34화 - 104화）
3. 「태양」（105화 - 156화）
4. 「Endless Dream」（157화 - 180화）

## 한국판 주제가 및 스텝

### 주제가

#### 1기
- Opening : 快晴・上昇・ハレルーヤ (쾌청・상승・할렐루야)〔1화 - 33화〕

노래 : 카피머신 (COPYMACHINE)
- Opening: 99%〔34화 - 104화〕

Sung by 박경민
- Ending: 한계배틀〔1화 - 33화〕

Sung by TULA·김주희
- Ending: Wake up your heart〔34화 - 104화〕

Sung by 고현호

#### 2기
- Opening: Tear Drop〔105화 - 156화〕

Sung by 류성필
- Ending: 태양〔105화 - 156화〕

Sung by 유승연

### 우리말 제작

#### 1기
(1화 - 33화)
- 번역: 이윤미
- 녹음·믹싱: 이성수
- 종합편집: 이소연
- 타이틀: 김효정
- 그래픽: 박수진
- 조연출: 김정령
- 연출: 김세령

(34화 - 104화)
- 번역: 이윤미
- 녹음·믹싱: 이성수
- 종합편집: 이소연
- C.G: 조아라
- 그래픽: 김효정
- 조연출: 황태훈
- 연출: 김세령

#### 2기
- 번역: 서명주
- 녹음·믹싱: 고현호
- 타이틀: 조아라
- CG: 대원PICTURES
- 자막: 김효정
- 종합편집: 이소연
- 주제가 제작: 블루머스 오디오 프로덕션
- 조연출: 최옥주
- 연출: 심상보
- 기획·제작: ANIONE

## 주요 내용
1기 - 「'세븐 스타즈'와의 정식 대결」 편
듀얼을 통해 듀얼 아카데미아에 입학하게 된 쥬다이와 학생 대표 그리고 교수진 대표를 불러 모은 사메지마 교장이 7조각의 열쇠를 각자에게 1벌씩 주고 세븐 스타즈의 존재를 알리게 된다. 이후, 실제로 세븐 스타즈가 나타나 7개 중 6개의 열쇠를 획득하게 되어 잠들어 있던 삼환마가 깨어나는 순간이 다가오고, 그것을 막기 위해 쥬다이 일행은 세븐 스타즈와의 결전을 시작한다. 삼환마는 듀얼 아카데미아의 전 이사장 카게마루에게 빼앗겨 쥬다이가 그와 듀얼을 하게 되고, 다이도쿠지 선생이 남겼던 현자의 돌을 사용한 쥬다이가 그를 이기게 되고, 삼환마는 사메지마 교장이 다시 봉인하게 된다.
2기 - 「'빛의 결사'와의 정면 대결」 편
듀얼 아카데미아의 졸업생 마루후지 료를 굴복시킨 에드 피닉스와 그의 친구인 사이오가 듀얼 아카데미아에 입학한 후 사이오를 중심으로 빛의 결사가 결성이 되어 세력을 넓히게 된다. 이후 사메지마 교장이 진행한 계획인 제넥스의 향배를 두고 빛의 결사가 분투하는 가운데 빛의 결사가 세계 파괴를 목표로 함을 알게 되어 세상을 구하기 위한 주다이 일행의 운명적인 듀얼이 시작되지만 사이오는 쥬다이에게 지면서 빛의 결사는 해산되었다.
3기 - 「쥬다이의 숨겨진 과거 이야기」 편
빛의 결사와의 대결 후, 코브라 교수가 듀얼 아카데미아에 부임하게 되어 아카데미아는 듀얼 배틀 필드가 되고, 이후 요한과 주다이 일행은 코브라 교수의 배후에 무시무시한 존재가 있음을 알게 된다. 결국 그 존재인 [유벨]이 요한의 몸을 빼앗고 요한을 찾으러 아카데미아에서 나온 쥬다이와 이미 요한과 몸과 일체화된 [유벨]의 듀얼 아카데미아의 운명을 건 최후 듀얼이 시작된다. 듀얼 중 자신의 전생을 알게 된 쥬다이는 [유벨]이 12차원을 융합하기 위해 발동한 [초융합]을 자신과 [유벨]의 영혼을 융합하게 한다.
4기 - 「'다크니스'와의 최후 대결」 편
[유벨]과 영혼 융합을 한 쥬다이가 듀얼 아카데미아에 복귀한 후, 갑자기 어둠에 봉인되는 카드들이 속출하고 봉인되는 카드들을 소각하기 위해 온 힘을 모으던 일행 앞에 돌연 나타나 자신의 이름을 트루맨이라 칭하는 자객이 쥬다이 일행에게 도전한다. 이후 세계 여러 도시에서도 비슷한 일이 일어나게 됨을 알게 된다. 결국 그 배후에 있는 다크니스를 없애기 위해 쥬다이가 직접 나서게 된다. 마지막으로 나타난 새로운 히어로 [네오스 와이즈맨]과 [엘리멘틀 히어로 갓 네오스]를 소환하면서 쥬다이는 다크니스를 이기게 된다. 그 이후 졸업식을 하게 된다. 졸업식 직후 유우기와 만나게 되고 유우기는 쥬다이가 잃어버린 것을 되찾으라며 듀얼을 제안한다. 하지만 그 결과는 제대로 나오지 않았다. (쥬다이가 졌다는 말도 있고 유우기가 졌다는 말도 있다. 아직 정확히 밝혀진 게 없으므로 누가 승리했는지는 모른다.) 쥬다이는 3기를 거치면서 잃어버렸던 듀얼을 즐기는 마음을 되찾게되고, 여행을 떠난다.(유우기와 쥬다이는 나중에 유희왕 극장판 '시공을 초월한 우정'에서 유성(유희왕 5D'S의 주인공)과 만나서 듀얼을 한다.)